# AEG D.I
Die AEG D.I war ein Doppeldecker, der 1917 entwickelt wurde. Das Flugzeug war ein einsitziger Jäger, von dem aber lediglich drei Prototypen gefertigt wurden, die jedoch nicht sonderlich erfolgreich waren und mehrere Abstürze zu verzeichnen hatten. Nach diesen Rückschlägen wurde das Muster nicht weiterentwickelt.
Der zweite Prototyp wird vielfach als AEG D.II, der dritte als AEG D.III bezeichnet.
Aufbauend auf dem Grundkonzept der D.I entwickelte man bei AEG eine Dreidecker-Version, die ebenfalls nicht erfolgreiche Dr.I.

## Technische Daten
| Kenngröße             | Daten                                                                         |
| --------------------- | ----------------------------------------------------------------------------- |
| Besatzung             | 1                                                                             |
| Gesamtlänge           | 6,1 m                                                                         |
| Spannweite            | 8,5 m                                                                         |
| Höhe                  | 2,65 m                                                                        |
| Flügelfläche          | 16,14 m²                                                                      |
| Flügelstreckung       | 4,47                                                                          |
| Leermasse             | 685 kg                                                                        |
| max. Startmasse       | 940 kg                                                                        |
| Antrieb               | ein wassergekühlter Sechszylinder-Reihenmotor Mercedes D III, 160 PS (118 kW) |
| Höchstgeschwindigkeit | 205 km/h                                                                      |